# Trivia
Pour les articles homonymes, voir Trivia (homonymie).
Genre
Trivia est un genre de mollusques gastéropodes marins de la famille des Triviidae. Certaines de ses espèces sont appelées communément Grain de café, Porcelaine ou Cochon.

## Liste des espèces
Selon World Register of Marine Species (5 janvier 2025) :
- Trivia arctica (Pulteney, 1799)
- Trivia candidula (Gaskoin, 1836)
- Trivia cylindrica Dolin, 2001
- Trivia dakarensis Schilder, 1967
- Trivia leditae Rios, 2009
- Trivia levantina Smriglio, Mariottini & Buzzurro, 1998
- Trivia mediterranea (Risso, 1826)
- Trivia monacha (da Costa, 1778)
- Trivia multilirata (G. B. Sowerby II, 1870)
- Trivia napolina (Kiener, 1843)
- Trivia pura Fehse & Grego, 2021
- Trivia virginea Fehse & Grego, 2021